# Kunda Trans
Kunda Trans AS – estońska firma transportowa. Spółka zależna firmy Kunda Nordic Tsement, która wchodzi w skład holdingu HeidelbergCement Group.
Spółka zajmuje się kolejowymi i drogowymi przewozami towarowymi. Jest operatorem towarowej linii kolejowej Rakvere–Kunda o długości 19 kilometrów, na której prowadzi transport ładunków z i do cementowni w Kunda.